# Igabas
Igabas es un barrio rural del municipio filipino de quinta categoría de Magsaysay perteneciente a la provincia  de Paragua en Mimaro,  Región IV-B.

## Geografía
Este barrio se encuentra en la isla de Gran Cuyo situada  en el mar de Joló en las  Islas de Cuyos, archipiélago formado por cerca de 45 islas situadas al noreste de la isla de Paragua (Puerto Princesa), al sur de Mindoro (San José) y al oeste de la de  Panay (Iloílo).
Situado en el interior de la isla,  linda al norte con los barrios de Los Ángeles y de Danaguán (Danawan); al sur con el barrio de Balaguén y con el municipio de Cuyo, barrio de Paaua (Pawa); al este con los barrios de Emilod y de Lacarén; y al oeste con el municipio de Cuyo, barrios de Lungsod y de Tocadán.

### Demografía
El barrio de Igabas contaba en mayo de 2010 con una población de 995 habitantes.